# Gossip Girl (1.ª temporada)
A primeira temporada da série de televisão americana de drama adolescente Gossip Girl estreou na The CW em 19 de setembro de 2007, e terminou em 19 de maio de 2008, consistindo um total de 18 episódios. Baseado na série de livros do mesmo nome de Cecily von Ziegesar, a série foi desenvolvida para a televisão por Josh Schwartz e Stephanie Savage. Conta a história do retorno de Serena van der Woodsen ao Upper East Side de Manhattan, em Nova York, após seu misterioso desaparecimento no colégio interno de Connecticut, enquanto era assistido pelo site de fofocas Gossip Girl.
Os primeiros 13 episódios de Gossip Girl foram ao ar nos Estados Unidos às quartas-feiras às 9:00 da noite na The CW, uma rede de televisão terrestre. Com exceção do 12º episódio "School Lies", os primeiros 13 episódios foram ao ar na CTV Television Network no Canadá um dia antes de sua data de exibição nos EUA. Após a greve dos roteiristas de 100 dias, o restante da temporada foi ao ar às segundas às 20h00. A temporada foi lançada em DVD como uma box de cinco discos sob o título de Gossip Girl: The Complete First Season em 19 de agosto de 2008, pela Warner Home Video. O episódio piloto foi disponibilizado como download gratuito para usuários registrados da iTunes Store dos EUA antes de sua estréia na televisão. Os episódios subsequentes ficaram disponíveis para compra após a exibição original.

## Enredo
Tudo começa quando  Serena van der Woodsen (Blake Lively) a garota mais popular e charmosa do colégio retorna à cidade após ter ficado seis meses fora em um internato que decidiu ir ninguém sabe o porquê. Sua melhor amiga é Blair Waldorf (Leighton Meester) a garota mimada que gosta de manter tudo e todos no controle. Blair começa excluindo socialmente Serena e a batalha entre as duas começa. Fiquei com pena da Serena mas logo descobrimos que antes dela sair da cidade ela dormiu com garoto confuso Nate Archibald (Chace Crawford) namorado de Blair. Nate vai atrás de Serena por um bom tempo o que deixa Blair ainda mais com raiva, mas logo voltam ao normal, até porque Serena quer ser uma pessoa normal e não quer ser mais a “Rainha” do colégio. O amigo de infância de Nate é o milionários e insuportável Chuck Bass (Ed Westwick) um garoto solitário, que adora mulheres e bebidas, que moram em seu próprio hotel, onde a família de Serena também moram. Conhecemos logo no início da trama os irmãos do Brooklyn até então “apagados” Dan Humphrey (Penn Badgley) e Jenny Humphrey (Taylor Momsen), Dan é o garoto quieto e inteligente que se apaixona por Serena, que começam um relacionamento para desprezo de muitos amigos e familiares dela. Enquanto isso Jenny se concentra em fazer parte do círculo de Blair, o que exige dela muita dedicação e bajulação, Jenny é uma garota de muita personalidade, o que deixa as coisas bem engraçadas entre elas.  Em certo momento as amigas fazem as pazes e boa parte gira em torno delas principalmente. O irmão de Serena, Erik (Connor Paolo) que está internado numa clínica, eles são muito ligados. Mães deles Lily van der Woodsen (Kelly Rutherford) parece não gostar de Dan porém esconde que no passado foi namorada de  Rufus Humphrey (Matthew Settle), que está separado de sua esposa e é o pai de Jenny e Dan que tem uma “estranha” relação com sua amiga de infância, Vanessa Abrams (Jessica Szohr), o que deixa Serena com ciúmes. No final Georgina Sparks,  antiga amiga de Serena, aparece e faz chantagens, faz de tudo mas  no fim se cansa e ela revela que a noite em que Serena dormiu com Nate não ficou só por isso, Serena se encontrou com Georgina no em Hotel e um homem morreu em sua presença sob o efeito de drogas, enquanto eles eram gravados quase fazendo sexo.  Blair que após o fim do romance com Nate, acaba esperando por Chuck (com quem se envolveu), ele não aparece e ela acaba encontrando outra pessoa para curtir um romance no verão.

## Elenco e personagens

### Elenco regular
- Blake Lively como Serena van der Woodsen
- Leighton Meester como Blair Waldorf
- Penn Badgley como Dan Humphrey
- Chace Crawford como Nate Archibald
- Taylor Momsen como Jenny Humphrey
- Ed Westwick como Chuck Bass
- Jessica Szohr como Vanessa Abrams
- Kelly Rutherford como Lily van der Woodsen
- Matthew Settle como Rufus Humphrey
- Kristen Bell como Gossip Girl (não creditado)

### Regulares recorrentes
- Michelle Trachtenberg como Georgina Sparks
- Connor Paolo como Eric van der Woodsen
- Margaret Colin como Eleanor Waldorf
- Zuzanna Szadkowski como Dorota Kishlovsky
- Robert John Burke como Bart Bass

### Elenco recorrente
- Sam Robards como Howard Archibald
- Nicole Fiscella como Isabel Coates
- Nan Zhang como Kati Farkas
- Michelle Hurd como Laurel
- Jill Flint como Bex Simon
- Francie Swift como Anne Archibald
- Susan Misner como Alison Humphrey
- Amanda Setton como Penelope Shafai
- Dreama Walker como Hazel Williams

### Elenco convidado
- Sebastian Stan como Carter Baizen
- John Shea como Harold Waldorf
- Caroline Lagerfelt como CeCe Rhodes
- William Abadie como Roman
- Yin Chang como Nelly Yuki

## Episódios
| N.º na série | N.º na temp. | Título                                                                        | Dirigido por       | Escrito por                                                                            | Exibição original      | Audiência (milhões) |
| --- | ------------ | ----------------------------------------------------------------------------- | ------------------ | -------------------------------------------------------------------------------------- | ---------------------- | ------------------- |
| 1 | 1            | "Pilot" "(A Garota do Blog)"                                                  | Mark Piznarski     | Josh Schwartz & Stephanie Savage                                                       | 18 de setembro de 2007 | 3.50                |
| Os privilegiados adolescentes da escola preparatória, no Upper East Side de Manhattan, primeiro descobrem que Serena van der Woodsen está de volta à cidade da maneira como sabem todas as notícias importantes de suas vidas — do blog da onisciente Gossip Girl. Ninguém sabe a identidade de Gossip Girl, mas todos neste círculo vicioso exclusivo e complicado dependem de seu site e mensagens de texto para as últimas novidades. Até mesmo a amiga mais próxima de Serena, Blair Waldorf, fica surpresa ao descobrir que Serena de repente acabou com o exílio auto-imposto no internato e voltou para Manhattan. As razões do retorno de Serena são misteriosas, embora possam ter algo a ver com seu irmão mais novo, Eric. Quaisquer que sejam as razões, a mudança em Serena é óbvia, especialmente para Blair, cuja amizade com Serena sempre foi competitiva e difícil. |              |                                                                               |                    |                                                                                        |                        |                     |
| 2 | 2            | "The Wild Brunch" "(Brunch Apimentado)"                                       | Mark Piznarski     | Josh Schwartz & Stephanie Savage                                                       | 25 de setembro de 2007 | 2.48                |
| Após a escandalosa festa Beijo na Boca, Serena recebe uma fria recepção de sua antiga amiga Blair, que revela que sabe que Serena transou com seu namorado, Nate, antes de misteriosamente abandonar a escola. Serena decide levar Dan para o Brunch de Chuck no The Palace, e Jenny pede conselhos à Blair, que percebe que pode ganhar algumas coisas deixando Jenny fazer parte de seu grupo. |              |                                                                               |                    |                                                                                        |                        |                     |
| 3 | 3            | "Poison Ivy" "(Hera Venenosa)"                                                | J. Miller Tobin    | Felicia D. Henderson                                                                   | 2 de outubro de 2007   | 2.75                |
| Enquanto os adolescentes do Upper East Side da Constance Billard e St. Jude's se preparam para uma visita muito esperada dos representantes da Ivy League, Blair e Chuck descobrem um segredo escandaloso sobre Serena que pode não permanecer em segredo por muito mais tempo. Dan tem seu coração e futuro na posição cobiçada para o representante da Dartmouth, apenas para ser derrotado por Nate, que não tem interesse na escola, apesar da pressão de seu pai controlador, The Captain. Enquanto isso, Jenny se une ao irmão mais novo de Serena, Eric, e Rufus deve engolir seu orgulho e pedir a Lily um favor para ajudar seu filho, Dan. |              |                                                                               |                    |                                                                                        |                        |                     |
| 4 | 4            | "Bad News Blair" "(Más Notícias, Blair)"                                      | Patrick Norris     | Joshua Safran                                                                          | 9 de outubro de 2007   | 2.80                |
| Blair fica emocionada quando sua mãe, Eleanor, a escolhe para ser o novo rosto de sua linha de roupas. No entanto, a felicidade de Blair logo se transforma em sentimentos de traição e ciúme quando Serena se torna o centro das atenções e Blair se vê de volta à sombra de Serena. Enquanto isso, Dan e Serena se encontram novamente com a realidade de que vêm de dois mundos muito diferentes, e Nate e Chuck, por outro lado, se entregam à diversão para liberar tensões, depois de passarem a semana com os representantes da Ivy. |              |                                                                               |                    |                                                                                        |                        |                     |
| 5 | 5            | "Dare Devil" "(A Demolidora)"                                                 | Jamie Babbit       | Lenn K. Rosenfeld                                                                      | 16 de outubro de 2007  | 2.41                |
| Dan faz planos elaborados para impressionar Serena em seu primeiro encontro oficial. Na mesma noite, Jenny é convidada para a infame festa de pijama de Blair Waldorf e se encontra em um jogo de alto risco de "verdade ou desafio". Enquanto isso, quando Lily descobre que Eric está desaparecido de seu centro de tratamento, ela se encontra buscando ajuda de seu ex-namorado, Rufus. |              |                                                                               |                    |                                                                                        |                        |                     |
| 6 | 6            | "The Handmaiden's Tale" "(O Conto da Criada)"                                 | Norman Buckley     | Jessica Queller                                                                        | 23 de outubro de 2007  | 2.54                |
| Dan está dividido entre duas garotas quando sua amiga de infância, Vanessa, volta e declara seus sentimentos por ele, assim como ele e Serena estão tentando descobrir o que eles significam um para o outro. No infame baile de máscaras, Blair manda Nate em uma caçada, mas Nate ainda está distraído com seus sentimentos por Serena. Embora Blair deixe perfeitamente claro que pessoas de fora não são bem-vindas, Jenny e Dan disfarçados entram na bola. Lily pede a Rufus para acompanhá-la a um evento de Eleanor Waldorf, a fim de deixar Bart Bass com ciúmes. |              |                                                                               |                    |                                                                                        |                        |                     |
| 7 | 7            | "Victor, Victrola" "(Victor ou Victrola)"                                     | Tony Wharmby       | K.J. Steinberg                                                                         | 6 de novembro de 2007  | 2.52                |
| Chuck quer abrir uma boate de striptease no melhor estilo burlesco, mas para isso ele precisa que seu pai invista muito dinheiro no projeto. Enquanto Nate não tem coragem de dizer para sua mãe que a droga encontrada em sua casa é do seu pai, Jenny está com medo que Blair descubra suas mentiras. Dan e Serena estão cada vez mais apaixonados e só pensam em dar o próximo passo em seu relacionamento. |              |                                                                               |                    |                                                                                        |                        |                     |
| 8 | 8            | "Seventeen Candles" "(Dezessete Velinhas)"                                    | Lee Shallat-Chemel | História por : Felicia D. Henderson Roteiro por : Joshua Safran & Felicia D. Henderson | 13 de novembro de 2007 | 2.95                |
| Devastada com o estado atual de seu relacionamento com Nate e ainda lidando com a culpa de sua recente indiscrição, Blair demonstra um rosto feliz por sua festa de 17 anos e tenta esconder a verdade de seus amigos. Esperando aliviar a tensão entre Serena e Vanessa, Dan leva Vanessa para a festa de Blair para que as garotas possam ter algum tempo de ligação, mas isso só acaba deixando Serena mais desconfortável. Jenny leva sua mãe para uma visita surpresa, mas Rufus pode não estar pronto para perdoar e esquecer. Os pais de Nate pedem a ele para fazer um enorme sacrifício em um esforço para salvar os negócios de seu pai enquanto ele enfrenta acusações de peculato e fraude. |              |                                                                               |                    |                                                                                        |                        |                     |
| 9 | 9            | "Blair Waldorf Must Pie!" "(Blair Waldorf Precisa de Torta!)"                 | Mark Piznarski     | História por : Lenn K. Rosenfeld Roteiro por : Jessica Queller & K.J. Steinberg        | 27 de novembro de 2007 | 2.93                |
| Quando Dan ouve que Serena e sua família passam o Dia de Ação de Graças sozinhos no The Palace, ele ingenuamente os convida para passar com sua família, criando uma situação desconfortável para Rufus e Lily, cujos filhos não sabem da complicada história romântica. Enquanto isso, as emoções de Blair saem de controle quando ela descobre que seu pai não está voltando para casa no Dia de Ação de Graças. Ela então insinua que é bulímica. Nate passa o feriado com sua mãe e seu pai, mas o jantar estranho rapidamente vai de mal a pior. |              |                                                                               |                    |                                                                                        |                        |                     |
| 10 | 10           | "Hi, Society" "(Oi, Sociedade!)"                                              | Patrick Norris     | Joshua Safran                                                                          | 4 de dezembro de 2007  | 2.44                |
| O plano de Serena de não ir o Baile Anual de Cotillion é desviado quando sua avó CeCe a convence a comparecer; Nate vê a nova atitude de Blair e confia Chuck para descobrir o motivo, no qual Chuck diz a Nate que ela está tendo um caso com os ex-alunos da St. Jude, Carter Baizen criando um drama no Baile. Blair descobre que Chuck fez isso para ganho pessoal e termina seu caso, retornando a Nate mais uma vez. Enquanto isso, Jenny comparece à festa, apesar de estar na mesma noite em que a abertura da galeria de arte de Alison. |              |                                                                               |                    |                                                                                        |                        |                     |
| 11 | 11           | "Roman Holiday" "(O Feriado do Roman)"                                        | Michael Fields     | Jessica Queller                                                                        | 17 de dezembro de 2007 | 1.81                |
| Quando o pai de Blair, Harold, chega em casa para as férias com um convidado inesperado — seu namorado, Roman. Blair acha difícil esconder sua decepção e cria um plano para se livrar de Roman para sempre. Jenny e Vanessa ajudam Serena a planejar a melhor surpresa de Natal para Dan, que pode ter uma surpresa própria para Serena. Chuck manda mensagens a Blair que Nate se juntou a ele em Mônaco, preocupando Blair que Chuck possa revelar os detalhes de sua ligação. Rufus se recusa a permanecer o marido compreensivo depois que o ex-amante de Alison ligar para a casa. Serena cria um Winter Wonderland para Dan e ele lhe dá uma carta de amor, eles dormem juntos novamente e voltam para suas famílias na manhã de Natal. |              |                                                                               |                    |                                                                                        |                        |                     |
| 12 | 12           | "School Lies" "(Mentiras Escolares)"                                          | Tony Wharmby       | Lenn K. Rosenfeld                                                                      | 2 de janeiro de 2008   | 2.19                |
| Serena, Blair, Nate, Chuck e sua turma entram na piscina da escola para uma noite de diversão, mas quando um membro do grupo quase se afoga, a escola ameaça expulsar a pessoa responsável pelo arrombamento. Todos concordam em manter um pacto secreto e não dizer nada, mas em última análise, cria uma grande tensão entre Serena e Dan, que não tem certeza de que ele está pronto para assumir a culpa por outra pessoa e arriscar seu futuro. Vanessa está trabalhando em um projeto de documentário sobre escolas particulares e acidentalmente captura Blair e Chuck discutindo seu caso. Lily contempla dizer a Rufus como ela realmente se sente sobre ele. |              |                                                                               |                    |                                                                                        |                        |                     |
| 13 | 13           | "The Thin Line Between Chuck and Nate" "(Uma Linha Tênue Entre Chuck e Nate)" | Norman Buckley     | Felicia D. Henderson                                                                   | 9 de janeiro de 2008   | 2.27                |
| Gossip Girl tem o prazer de publicar que Serena foi vista comprando testes de gravidez. E, obviamente, no Upper East Side, a verdade é constantemente até mais saborosa e escandalosa que a fofoca, e agora, isso não é exceção. Porém, Serena comprou o teste para Blair, que pode estar grávida de Chuck. Enquanto isso, Nate descobre tudo sobre a aventura entre Chuck e Blair. Blair envolvida nesse escândalo perde sua reputação e todos os seus amigos, exceto Serena. |              |                                                                               |                    |                                                                                        |                        |                     |
| 14 | 14           | "The Blair Bitch Project" "(A Bruxa da Blair)"                                | J. Miller Tobin    | K.J. Steinberg                                                                         | 21 de abril de 2008    | 2.50                |
| A volta às aulas promete agitar a galera de Upper East Side. Enquanto a ex-rainha Blair Waldorf só pensa em enfiar-se num buraco, Jenny é a mais nova queridinha da galera descolada da escola e a sua festa de aniversário, organizada por suas novas amigas, promete elevá-la de vez ao "status" de elite. Serena se vê obrigada a engolir as brincadeiras agressivas e muitas vezes de mau gosto de Chuck, após seus pais anunciarem que irão se casar e, como uma grande família feliz, todos tem que dividir o mesmo teto. |              |                                                                               |                    |                                                                                        |                        |                     |
| 15 | 15           | "Desperately Seeking Serena" "(Procura-se Serena Desesperadamente)"           | Michael Fields     | Felicia D. Henderson                                                                   | 28 de abril de 2008    | 2.53                |
| O stress do vestibular consegue tirar todos do sério, o único que não está nem aí é Chuck, que arrumou um jeitinho bem particular para se livrar das provas. Enquanto Jenny vê suas amigas se bandearem para o lado da ex-rainha Blair, Serena é pega de surpresa com a volta de Georgina Sparks, sua ex-amiga de farra. As duas mantém uma estranha ligação e a única pessoa que pode ajudar Serena neste momento difícil é justamente quem ela mais despreza. |              |                                                                               |                    |                                                                                        |                        |                     |
| 16 | 16           | "All About My Brother" "(Tudo Sobre o Meu Irmão)"                             | Janice Cooke       | Paul Sciarrotta                                                                        | 5 de maio de 2008      | 2.12                |
| Para se manter na elite, Jenny põe em prática o seu mais novo plano: namorar o milionário Asher Hornsby, porém o garoto esconde um segredinho. Enquanto a guerra entre Blair e Jenny está cada vez mais acirrada, Georgina decide atacar Serena no seu ponto mais fraco, ou seja, Dan. Passando-se por Sarah, ela pretende conquistar a amizade do rapaz para depois se vingar da ex-amiga. Preocupado com as atitudes de sua filha, Rufus pede ajuda de Lily, que está enlouquecida com os preparativos do seu casamento com Bart Bass. |              |                                                                               |                    |                                                                                        |                        |                     |
| 17 | 17           | "Woman on the Verge" "(Uma Mulher no Limite)"                                 | Tony Wharmby       | Joshua Safran                                                                          | 12 de maio de 2008     | 2.71                |
| Depois de confidenciar para Blair o seu maior segredo, Serena desaparece. Enquanto Dan aceita os conselhos de seu pai e vai conversar com a namorada. Georgina, por motivos bem diferentes, está obcecada em encontrar Serena. Já Rufus está muito contente com a participação que fará em um show promovido pela revista Rolling Stone. |              |                                                                               |                    |                                                                                        |                        |                     |
| 18 | 18           | "Much 'I Do' About Nothing" "(Muito Eu Fiz por Nada)"                         | Norman Buckley     | Josh Schwartz & Stephanie Savage                                                       | 19 de maio de 2008     | 3.00                |
| Com a vida e a reputação de sua melhor amiga Serena na linha, Blair decide tomar conta em suas próprias mãos ao lidar com a manipuladora e malvada Georgina Sparks. Com Rufus nunca longe de seus pensamentos, Lily se prepara para o dia do seu casamento, que está destinado a ser o evento social do ano do Upper East Side. Chuck admite seus sentimentos por Blair para Nate, permitindo que os dois consertem sua amizade. A herdeira e modelo Lydia Hearst participa do episódio como Amelia, decoradora de interiores de Lily. |              |                                                                               |                    |                                                                                        |                        |                     |

## Equipe técnica
A temporada foi produzida pela Warner Bros. Television, Alloy Entertainment e College Hill Pictures. Os produtores executivos foram os criadores Josh Schwartz e Stephanie Savage, com Bob Levy e Leslie Morgenstein. K.J. Steinberg e Felicia D. Henderson atuaram como produtores co-executivos. A temporada foi produzida por Amy Kaufman. Jonathan C. Brody serviu como co-produtor com Joshua Safran como produtor consultor.
Os redatores da equipe foram Schwartz, Savage, Henderson, Safran, Lenn K. Rosenfeld, Queller, Steinberg e Paul Sciarrotta. Os diretores regulares ao longo da temporada foram Mark Piznarski, J. Miller Tobin, Patrick Norris, Norman Buckley, Tony Wharmby e Michael Fields.